# بویوک‌آغا حاجی‌اف
بویوک‌آغا حاجی‌اف (ترکی آذربایجانی: Böyükağa Hacıyev; ۲۰ آوریل ۱۹۵۸ – ۱۶ مارس ۲۰۱۸) بازیکن فوتبال اهل اتحاد جماهیر شوروی سوسیالیستی بود.